# Rio Nuñez

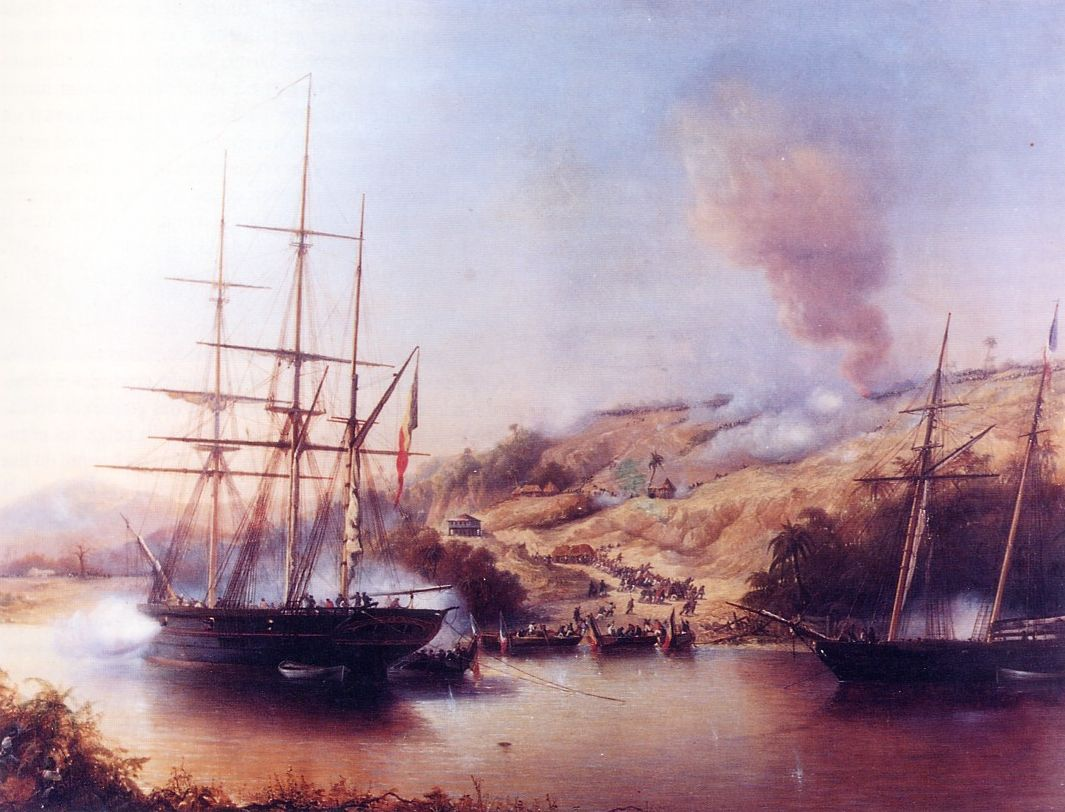
O Incidente do Rio Nuñez de 1849

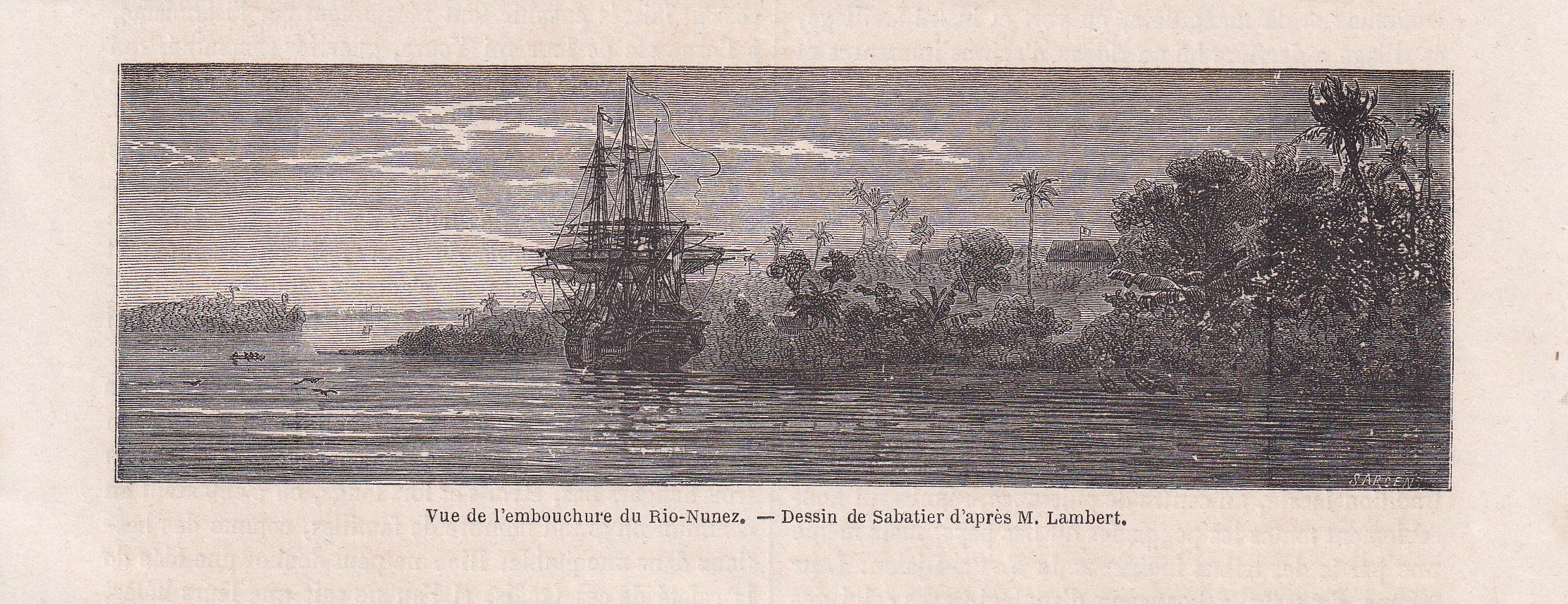
Vista do estuário do Rio Nuñez, 1861

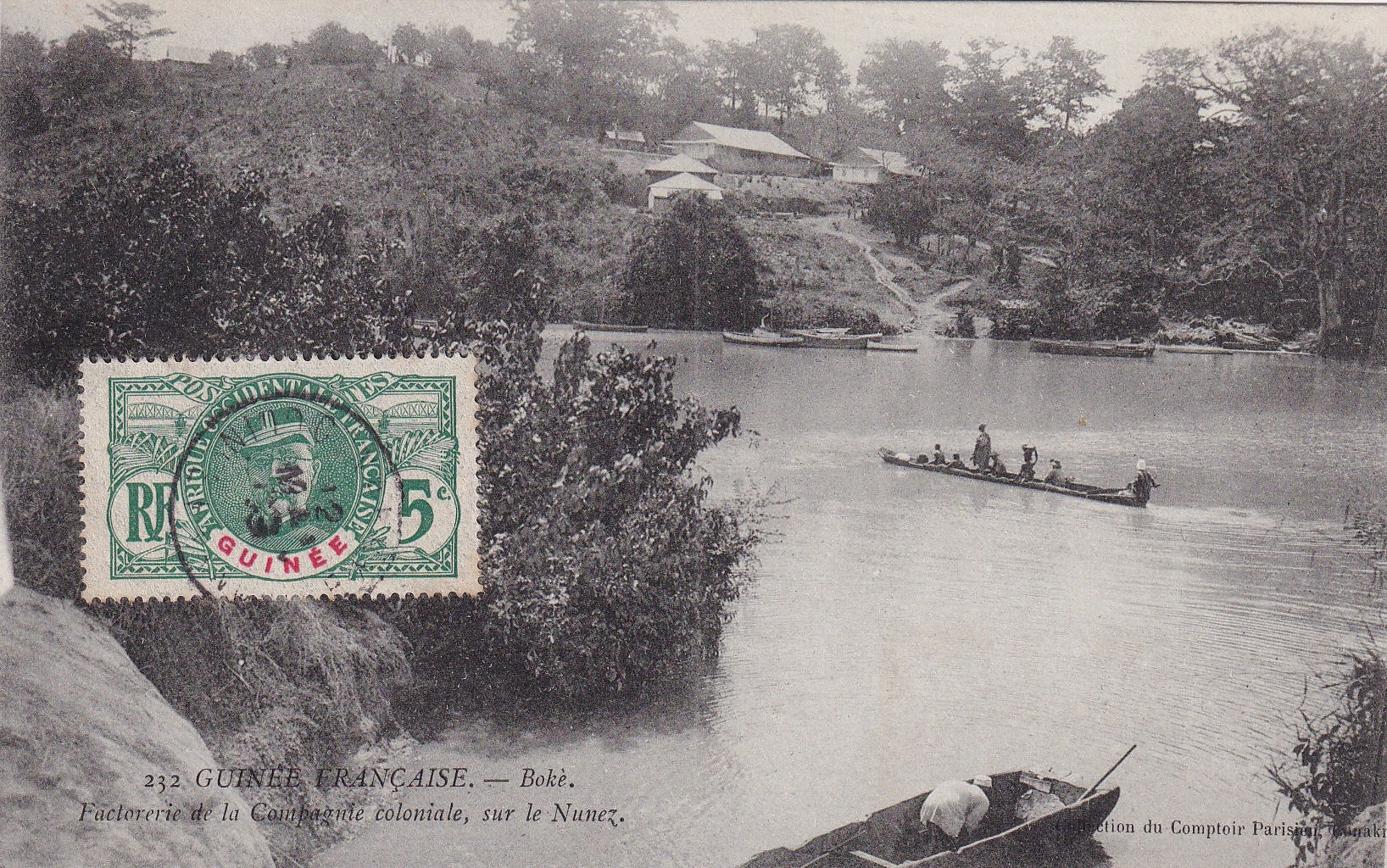
Fábrica da Compagnie coloniale em Boqué, Guiné Francesa

O Rio Nuñez é um rio da Guiné com nascente nas terras altas de Futa Jalom. É também conhecido como Rio Tinguilinta, em homenagem a uma aldeia ao longo do seu curso superior.

## História
Antes de 1840, este rio serviu como um mercado para caravanas de escravos Fulbe transportando escravos do Imamato de Futa Jalom. Em 1793, o capitão Samuel Gamble do Sandown foi forçado a buscar proteção contra barcos de guerra inimigos e piratas nas trocas de mangue do Rio Nuñez durante as Guerras Revolucionárias Francesas, onde os navios foram ameaçados por corsários franceses ao longo da costa da África Ocidental. Por razões desconhecidas, ele viaja para vilas agrícolas ao redor dos centros comerciais de Boqué e Kacundy. Durante sua jornada, Gamble registra a primeira descrição conhecida do cultivo de arroz irrigado na região do Rio Nuñez (embora existam relatos anteriores, como o registro do século 15 de Diego Gomes sobre o cultivo de arroz de mangue ao longo do Rio Gâmbia, detalhando seu relato de testemunha ocular do processo. Os registros atestam suas compras de arroz vermelho e arroz polido dos fazendeiros do Rio Nuñez.
Em 1849, o rio foi palco do incidente do Rio Nuñez, quando uma esquadra franco-belga de navios de guerra disparou contra Boqué, o que resultou na perda de estoque de dois comerciantes britânicos. O incidente foi inconclusivo.
Durante a década de 1870, este rio foi um importante ponto de exportação de amendoim, com 5.000 toneladas por ano. Na década de 1880, o comércio voltou-se para a borracha. 

## Geografia
Situado entre o Rio Kongo ao norte e o rio Pongo ao sul, o Nuñez deságua no Oceano Atlântico na cidade portuária de Kamsar, ao longo da costa da Guiné-Conacri. O rio enche todos os anos durante a estação chuvosa, produzindo planícies de inundação e pântanos interiores. Essas planícies de inundação são habitadas pelos povos nalus e bagás. Cerca de 40 miles (64 km) para o interior fica a cidade de Boqué; a maior às margens do rio e o principal centro comercial da Guiné. Aqui, o rio tem 100 m de largura e 1 m de profundidade.
Rio acima de Boqué, o rio raso serpenteia por colinas baixas com muitas séries de corredeiras e pequenos grupos de ilhotas até sua nascente, uma confluência de vários pequenos riachos.

## Demografia
Os falantes das línguas do Rio Nunez, mbuluquixe e Baga Mboteni, vivem na foz do Rio Nuñez.